# Tom Sharpe
Thomas "Tom" Sharpe, född 30 mars 1928 i London, död 6 juni 2013 i Llafranc, Katalonien, Spanien, var en brittisk författare. Han var känd för sina satiriska skälmromaner i vilka han har drivit med bland annat apartheidpolitiken i Sydafrika, politisk korrekthet och det ärkekonservativa England. 

## Biografi
Tom Sharpe var född och uppväxt i England och gjorde sin militärtjänst i marinen. 1951 flyttade han till Sydafrika där han arbetade som socialarbetare, lärare och fotograf. 
1961 blev han utslängd ur Sydafrika. Han flyttade hem till England där han bland annat arbetade som lärare i historia vid Cambridge College of Arts and Technology.

## Författarskapet
Tom Sharpe var mest känd för sina romaner om figuren Wilt.

### Porterhouse Blue-serien
- Porterhouse Blue (1974)
  - Examen i den högre skolan (översättning: Mats Hörmark, Forum, 1992)
- Grantchester Grind (1995)
  - Nya prövningar på Porterhouse (översättning: Mats Hörmark, Forum, 1999)

### Böckerna om Wilt
- Wilt (1976)
  - Wilt (översättning: Jan Leek, Forum, 1988)
- The Wilt Alternative (1979)
- Wilt On High (1984)
- Wilt in Nowhere (2004)
- Wilt in Triplicate (omnibus) (1996)
- The Wilt Inheritance (2010)

### Övriga romaner
- Riotous Assembly (1971)
  - En ryslig historia (övers.: Vanja Lantz, Cavefors, 1974)
- Indecent Exposure (1973)
  - Tjuvnyp och skamgrepp (översättning: Mats Hörmark, Forum, 1994)
- Blott on the landscape (1975)
  - Bara Blott (översättning: Mats Hörmark, Forum, 1990)
- The Great Pursuit (1977)
  - Bestsellern (övers. av Carl-Olof Lång, Cavefors, 1978)
- The Throwback (1978)
- Ancestral Vices (1980)
- Vintage Stuff (1982)
- The Midden (1996)
  - En enda röra (översättning: Mats Hörmark, Forum, 1997)
- The Gropes (2009)

### Samlingar
- Selected Works (1986)
- Tom Sharpe Library Pack (2001)

### Noveller
- Stirring the Pot (1994)

Antologin Knights of Madness: Further Comic Tales of Fantasy (1998) innehåller en berättelse av Tom Sharpe.